# Sbarramento Versciaco
Lo sbarramento di Versciaco (in tedesco Sperre Vierschach) è uno degli sbarramenti del XV settore di copertura Pusteria, che si erge nelle vicinanze di Versciaco, in alta Val Pusteria.
Questo sbarramento è uno dei diversi sbarramenti che vanno a comporre il vallo alpino in Alto Adige.

## Storia
La costruzione nel 1932 dello sbarramento di Versciaco fu una delle prime ad essere iniziata nell'Alto Adige. Sul I sistema difensivo della "direttrice Pusteria", verso la fine del 1938, erano state completate negli allestimenti interni e nella loro ventilazione di tipo Cerpelli 3 centri difensivi che seguivano i dettami della circolare 200:
- Centro 1: costruito in calcestruzzo, con un armamento previsto di 2 mitragliatrici in casamatta metallica, 1 cannone anticarro di tipo 54/43 R.M. ed un osservatorio in torretta;
- Centro 2: scavato nella roccia, con un armamento previsto di 2 mitragliatrici in casamatta di calcestruzzo, alloggiate su piastre di tipo normale, in tre parti;
- Centro 3: costruito in calcestruzzo, con un armamento previsto di 2 mitragliatrici, di cui una posta in torretta metallica e l'altra in casamatta con piastra a minimo spessore frontale.

A nord dello sbarramento di Versciaco, il I sistema difensivo, partiva dalla cresta di confine (fascia periferica) dal corno Fana (ted. Gruber Lenke) al cornetto di Confine (ted. Markinkele). Qui erano già state edificate postazioni campali e 7 casermette difensive: la prima linea scendeva poi lungo la dorsale del monte Chiesa (ted. Strickberg) sulla Costa di Versciaco e quindi sul caposaldo sul fondo valle e proseguiva a sud-est verso cima Lepri (ted. Hasenkopf), quindi sul monte Elmo (ted. Helm).
Ad inizio 1939 si ipotizzò il completamento della sistemazione difensiva periferica che andava da Costa Cava (ted. Versell) a La Mutta (ted. Demutspitze): in totale si prevedeva la costruzione di 55 opere permanenti che rispettassero i nuovi dettami della circolare 7000. Di queste opere, solamente 5 erano però resistenti ai medio calibri, nello specifico, quelle poste nel fondovalle; era prevista anche la costruzione di 71 postazioni campali. In totale questa nuova sistemazione prevedeva un armamento di: 231 mitragliatrici, 8 mortai da 45 mm, 10 mortai da 81 mm e 4 cannoni anticarro da 47/32. Questa nuova sistemazione era stata appositamente studiata per proteggere meglio il fianco meridionale dello sbarramento, in quanto risultava debole se minacciato dalle località austriache di Villgraten e Deferegger.
Durante l'estate 1939, un nuovo studio idea venne presentato presso il IV Corpo d'Armata, questo pareva essere meno complesso e più efficiente dei progetti precedenti. In particolare esso prevedeva si un miglioramento dello sbarramento di Versciaco, ma anche la costruzione di un caposaldo in località Costapiana. Ma dato che la zona in questione era troppo piena di fitta vegetazione, si decise per una difesa affidata ad una fanteria mobile, mentre la costruzione del caposaldo fu spostata in località Giovo (ted. Jaufen).
In totale si prevedeva la costruzione di:
- Caposaldo di Versciaco: oltre alle 3 opere esistenti, 2 appostamenti in calcestruzzo per un armamento totale di 4 mitragliatrici, 1 cannone anticarro da aggiungere nell'opera 2 per difendere il fossato; l'armamento totale risultava quindi di 10 mitragliatrici e 2 cannoni anticarro;
- Caposaldo di Costapiana: 3 appostamenti costruiti in calcestruzzo e resistenti ai piccoli calibri, con un armamento previsto di 6 mitragliatrici e 1 cannone anticarro;
- Caposaldo di Giovo: 5 appostamenti costruiti in calcestruzzo e resistenti ai medio calibri, con un armamento previsto di 10 mitragliatrici.

Verso la fine dell'anno i lavori di costruzione risultavano ancora da finire; ma nel 1940 un nuovo progetto venne ipotizzato, seguendo la nuova circolare 15000. Questo disegnava una nuova sistemazione difensiva, per il tratto Pausa Alta – monte Chiesa – Versciaco, di 79 opere difensive, contando anche le 4 caverne per il ricovero delle truppe. Oltre ai 3 centri difensivi edificati nel 1938 e alle due postazioni di tipo 7000 (opera 11 e opera 49), solamente altre 3 opere furono ultimate nella vallata.
Per quanto riguarda lo sbarramento di Costapiana – San Silvestro, una sola opera su 3 previste fu realizzata.
Sotto allo sbarramento di Versciaco, era previsto uno sbarramenro nella Val di Sesto, con il compito di impedire l'avanzata del nemico giù per il Comelico. Questo era composto da 22 opere difensive che seguivano anch'esse la circolare 15000, nello specifico 6 costruite in calcestruzzo, 2 in caverna e 15 miste (caverna e calcestruzzo). Ma nel 1941 la costruzione di questo sbarramento fu sospeso.

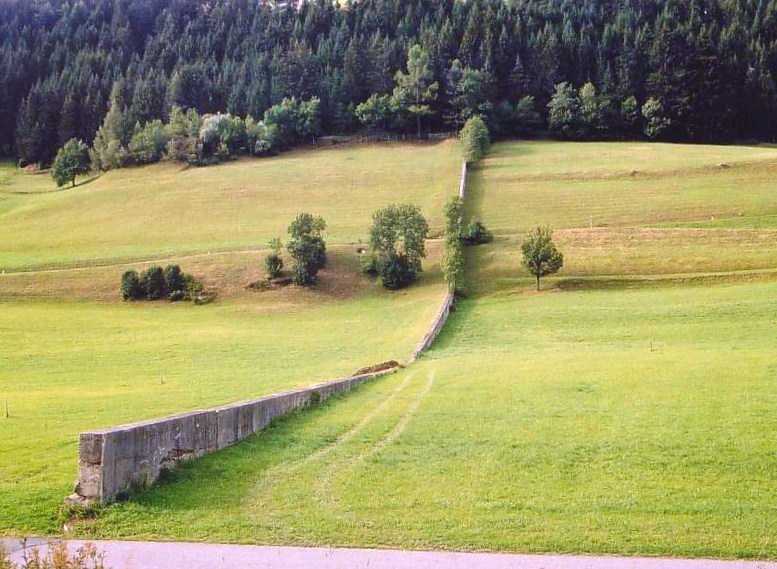
Il fossato anticarro e sulla sinistra in alto l'opera 18

Dopo la riattivazione in ambito NATO, allo sbarramento composto di 6 opere, è stato dato il nome in codice Vulcano. Lo sbarramento aveva assegnati: 10 ufficiali, 16 sottufficiali e 154 soldati di truppa, per un totale di 180 uomini.
Oltre allo sbarramento Vulcano, dello sbarramento di Versciaco faceva parte anche lo sbarramento Icaro (sbarramento Dobbiaco), che comprendeva le opere dalla 1 alla 12 (compresa l'1 bis).

## Il fossato anticarro
Il fossato anticarro era costruito in modo da partire dall'opera 20-21, raggiungendo l'opera 18; sbarrava la valle per una lunghezza di 380 metri, sulla rotabile e la linea ferroviaria erano previsti 4 ordini di putrelle tipo Np20 ed inoltre lo sbarramento del fiume Drava con funi d'acciaio.

## Tabella delle opere dello sbarramento
|          | Tipo           | Fuc. MTR | MTR | Cann A.C. | Cannoni 75/27 | Osserv. |
| -------- | -------------- | -------- | --- | --------- | ------------- | ------- |
| Opera 11 | Piccola CLS    | -        | 2   | -         | -             | -       |
| Opera 18 | Media CLS      | -        | 2   | -         | -             | -       |
| Opera 19 | Media CLS      | -        | 2   | 1         | -             | 1/t     |
| Opera 20 | Grande RCC/CLS | -        | 3   | 1         | -             | -       |
| Opera 21 | Grande RCC/CLS | -        | 2   | 1         | -             | 1/t     |
| Opera 22 | Media CLS      | -        | 2   | -         | -             | -       |
| Opera 23 | Media CLS      | -        | 3   | -         | -             | -       |
| Opera 49 | Piccola RCC    | -        | 2   | -         | -             | -       |
| Totale   | 8              | -        | 18  | 3         | -             | 2       |

## Descrizione delle opere dello sbarramento

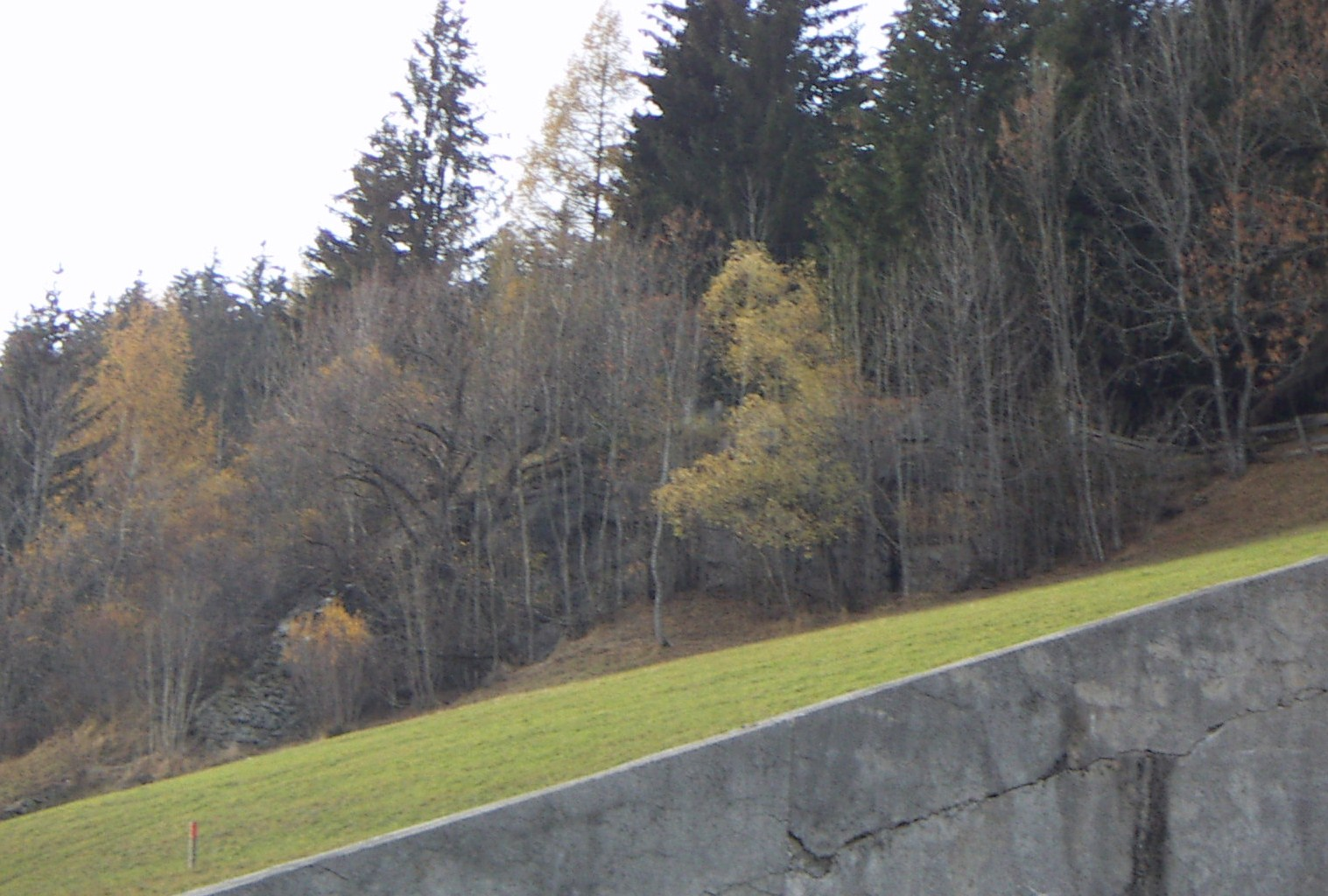
L'opera 18, dietro al fossato anticarro

### Opera 18
- Come raggiungere l'opera

Per raggiungere l'opera è sufficiente risalire il prato, in forte pendenza, seguendo un lato del fossato anticarro.
- Caratteristiche

L'opera è usata come magazzino (principalmente immondizia) da un contadino locale. L'allestimento interno è ancora visibile in alcune parti, anche se oramai è in uno stato di conservazione pessimo.
- Nome in codice (in ambito NATO): Anela
- Armamento previsto

2 mitragliatrici
- Ingressi

L'opera ha 1 ingresso
- Dati relativi a ottobre 2006
- Coordinate geografiche: 46°44′06.92″N 12°20′04.45″E

### Opera 19
- Come raggiungere l'opera

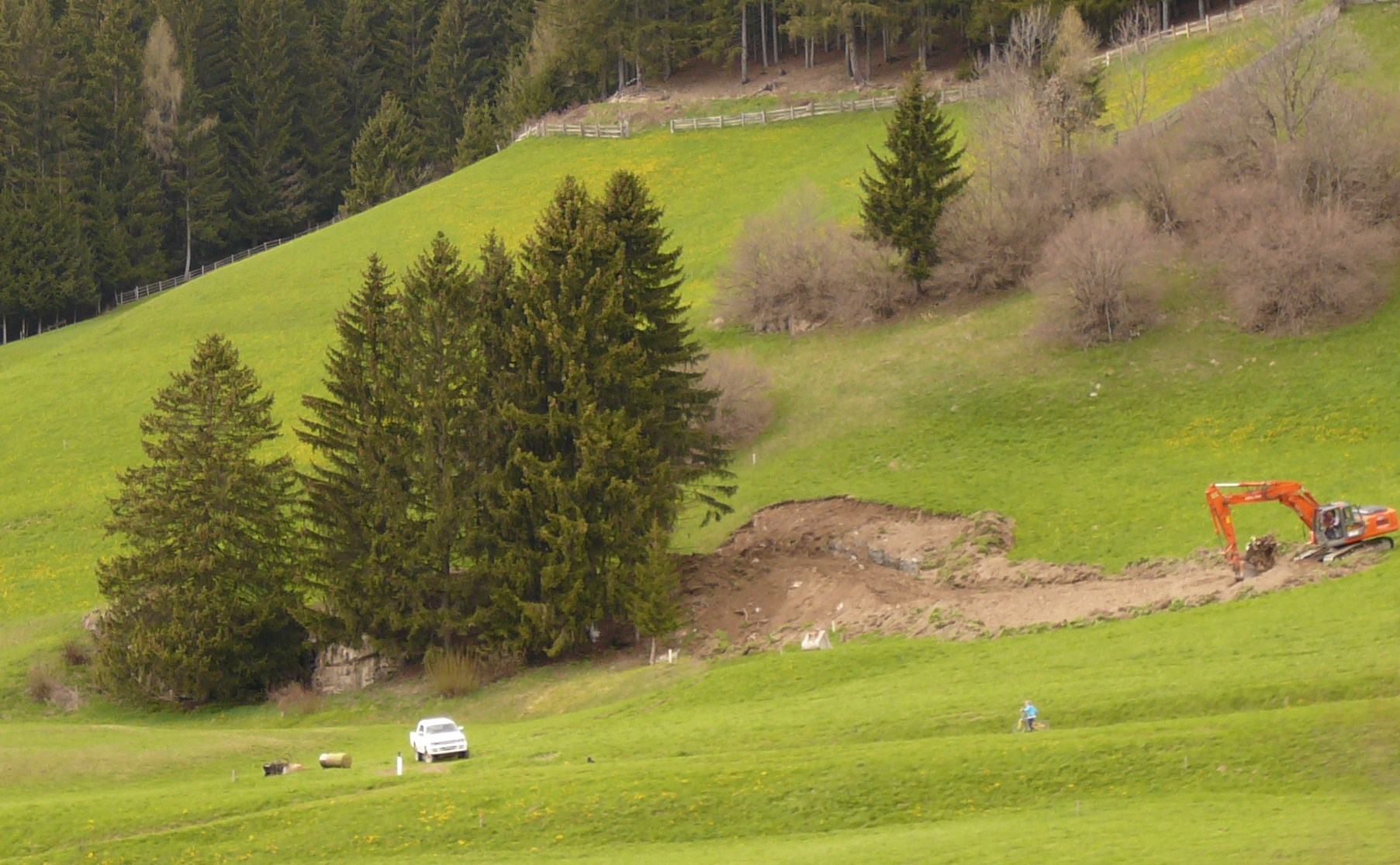
L'opera 19, durante i lavori di smottamento del terreno (maggio 2008)

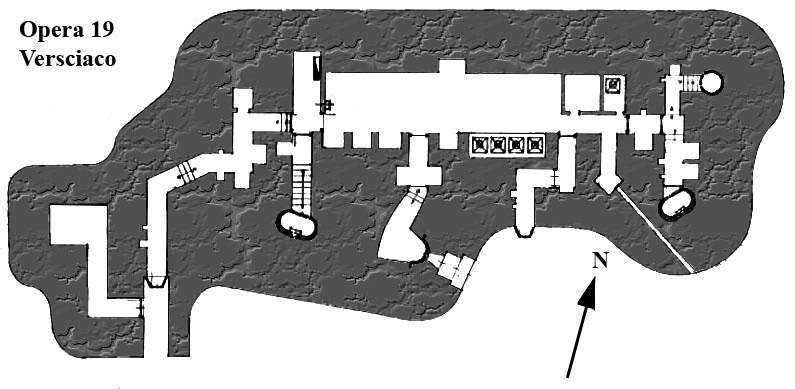
La piantina dell'opera 19

Dall'opera 18 è già visibile, un po' più in basso sulla destra, dall'opera 19, basta seguire la pista ciclabile, e prestare particolare attenzione ad alcuni alberi che si trovano in mezzo al prato.
- Caratteristiche

Opera di medie dimensioni in calcestruzzo, presenta poco oltre il suo ingresso (una specie di porta principale), due porte che portano, un'all'opera in sé, e l'altra ad un altro locale (ipotetico locale per un elettrogeneratore, mai installato). Queste due porte garitta sono pieghevoli e quindi molto particolari per il Vallo alpino orientale. L'opera in sé ha la possibilità di avere una visuale a 180° sull'intera vallata. Sopra all'opera c'è un particolare caminetto.
Attorno all'opera, nell'inizio del mese di maggio 2008, sono stati effettuati dei lavori per la sistemazione del terreno circostante.
- Nome in codice (in ambito NATO): Rodi
- Armamento previsto

2 mitragliatrici, 1 cannone anticarro, 1 osservatorio.
- Ingressi

L'opera ha 1 ingresso
- Dati relativi a ottobre 2006
- Coordinate geografiche: 46°44′02.35″N 12°19′54.85″E

### Opera 20-21
- Come raggiungere l'opera

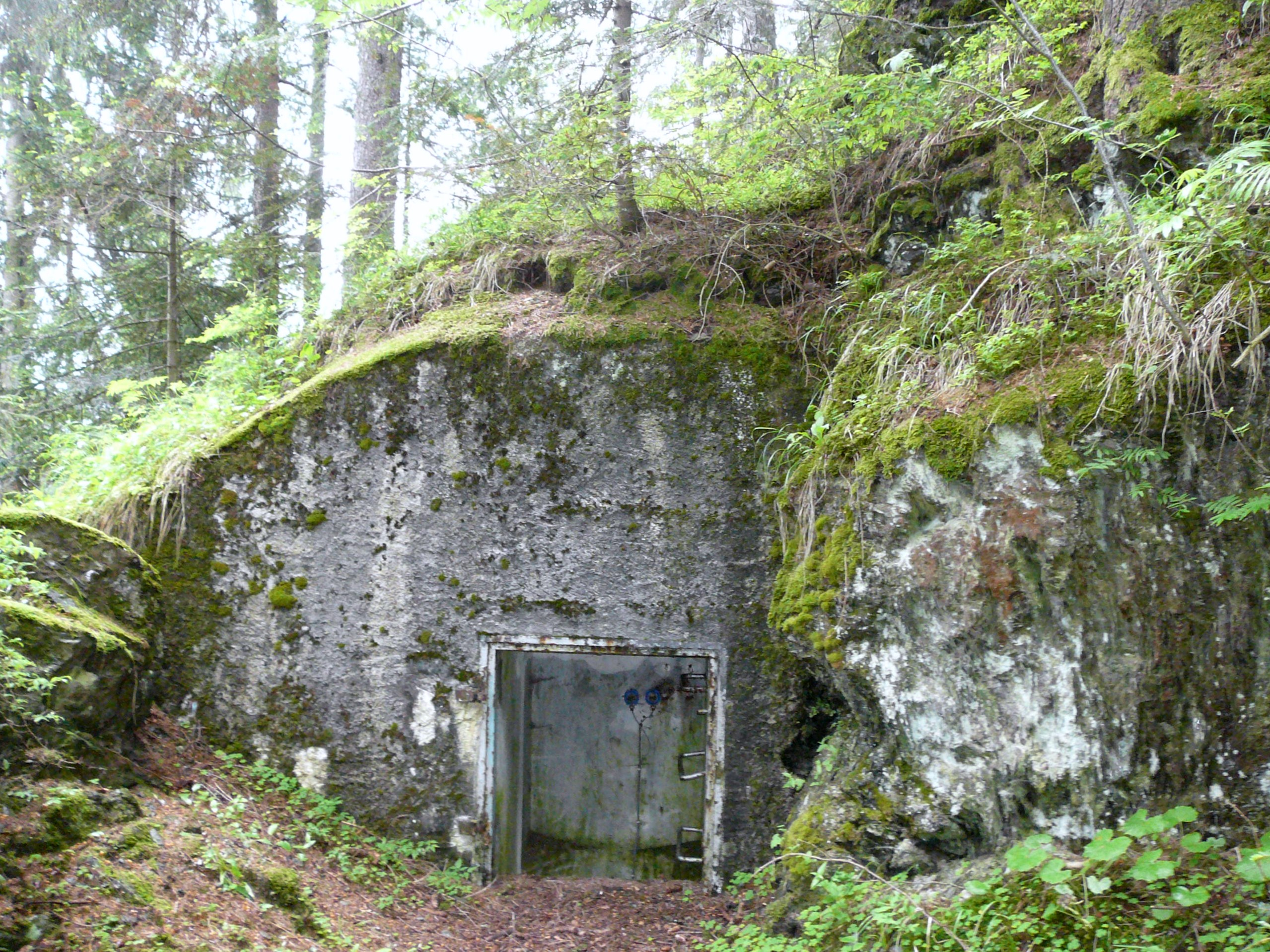
Uscita d'emergenza dell'opera 20-21

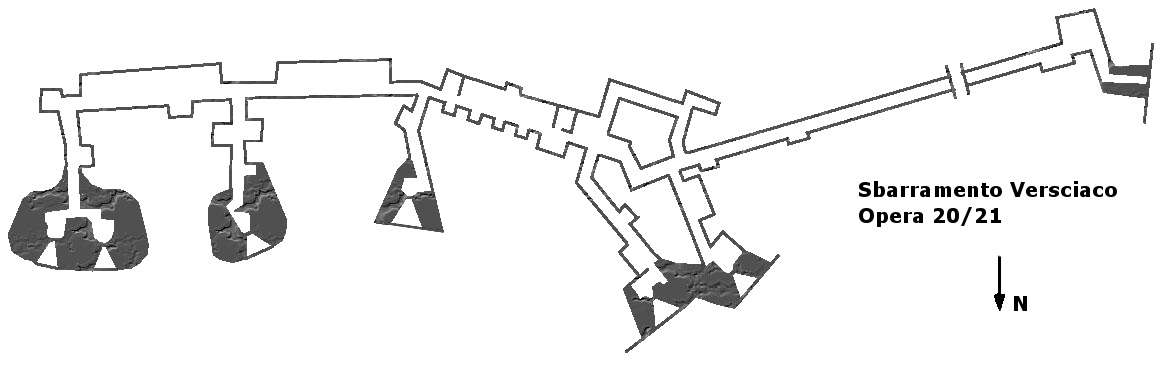
La piantina dell'opera 20-21

Per raggiungere l'opera superato il paese di Versciaco lungo la direzione del confine, subito dopo il ponte della statale sulla Drava, si prende una stradina forestale sulla destra; finita la stradina guardando in su si vedono tra gli alberi alcuni malloppi dell'opera.
- Caratteristiche

Nell'opera, realizzata in caverna ad un piano con malloppi esterni in calcestruzzo ricoperti di terra per mascheramento, le postazioni sono posizionate su diversi livelli. Tali postazioni, che si trovano nella parte centrale del manufatto, si raggiungono dall'esterno tramite un lungo corridoio (circa 50-70 metri).
Questo cunicolo rappresenta l'unico accesso all'Opera, ad eccezione di una via di fuga verso l'esterno raggiungibile tramite una scala alla marinara, protetta da una torretta posto li vicino. Il manufatto è completamente ultimato in ogni sua parte e circondato da una folta vegetazione. L'opera si trova a est degli impianti di risalita per monte Elmo, nelle immediate vicinanze della testata del muro anticarro, posta sugli argini del fiume Drava. Tale muro sbarrava il passaggio di fondovalle. I lavori di costruzione, iniziati nel 1939 e interrotti nel 1942, ripresero all'inizio degli anni '50, quando si decise di ripristinare un certo numero di opere difensive e di dotarle di armamento ed impianti tecnologici. L'opera era armata con 2 cannoni controcarro 90/32 L e 5 affustini per mitragliatrici. È stata attiva fino al 1992 ed è stata definitivamente chiusa in data 6 aprile 1993.
- Nome in codice (in ambito NATO): Pavia
- Armamento previsto

5 mitragliatrici, 2 cannone anticarro, 1 osservatorio.
- Ingressi

L'opera ha 1 ingresso ed un'uscita d'emergenza
- Dati relativi a maggio 2010
- Coordinate geografiche: 46°43′57.13″N 12°20′05.4″E

### Opera 22

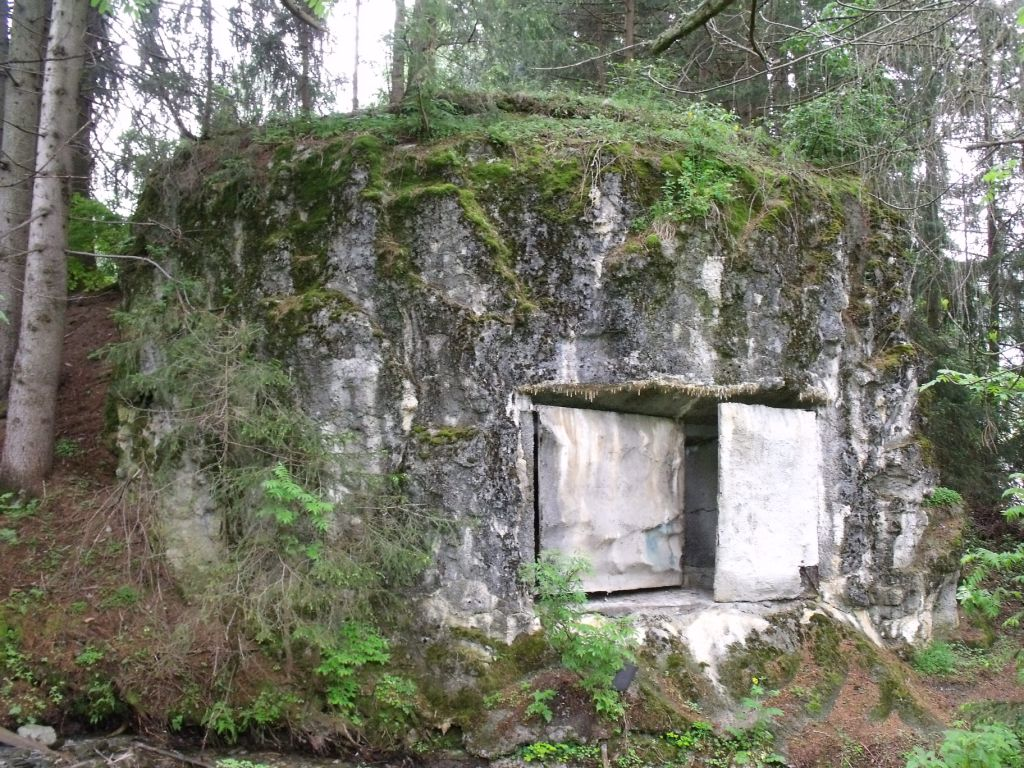
Una delle postazioni dell'opera 22

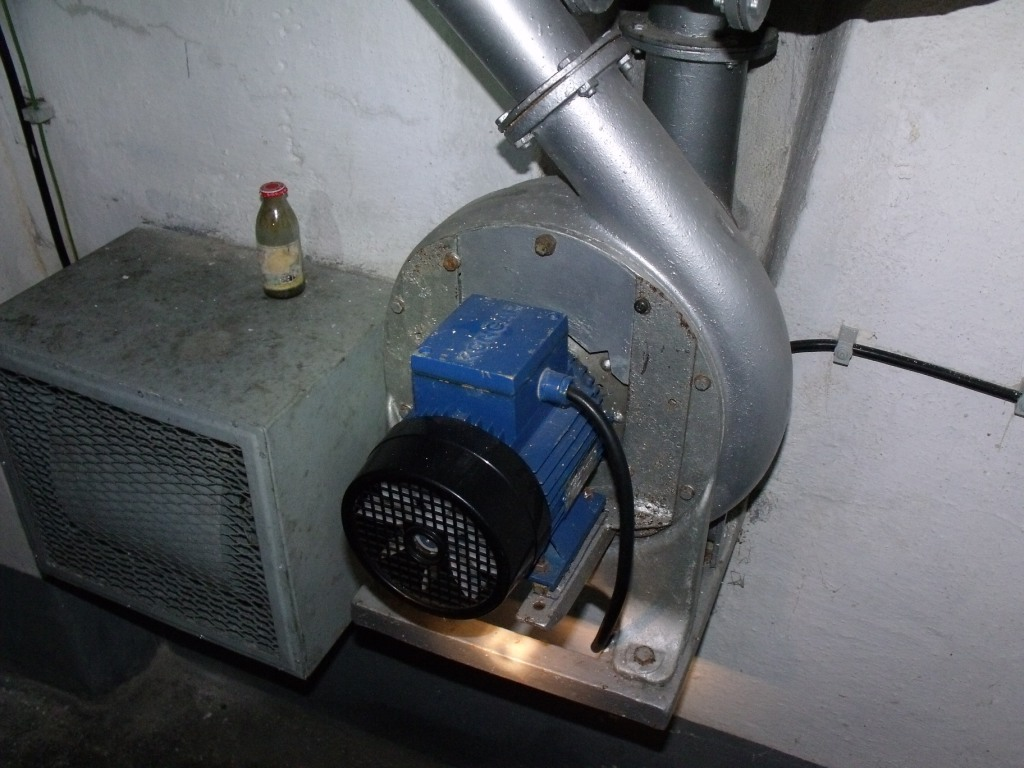
La ventilazione effettuata dal motore elettrico

- Come raggiungere l'opera

Partendo dal piazzale del parcheggio degli impianti di risalita, guardando la chiesa del paese, ci si incammina in questa direzione. L'Opera 22 è proprio all'inizio del boschetto che confina con il parcheggio. L'opera è delimitata inoltre dalla pista da sci e prima ancora da un minuscolo rio.
- Caratteristiche

L'opera è mimetizzata molto bene, in quanto nonostante si trovi quasi sul parcheggio, grazie alla fitta vegetazione, risulta invisibile. Una delle due bocche da fuoco è posta su di una torretta posta sulla sommità dell'opera. L'altra invece dà direttamente sul piccolo rio che gli scorre accanto. L'interno dell'opera è ottimamente conservato. Il soffitto dell'opera è totalmente rivestito di materiale ferroso. Da notare che la ventilazione delle postazioni in quest'opera era effettuata non manualmente, ma attraverso un motore elettrico Volkswagen, costruito nella Germania dell'Ovest.
Durante l'estate del 2014 l'area attorno all'opera è in fase di lavoro per l'ampliamento della stazione sciistica e dell'annesso parcheggio quindi l'opera stessa risultava "messa a nudo". Il giorno 2 luglio 2014 tra le 15 e le 16 l'opera è stata demolita con cariche esplosive.
- Nome in codice (in ambito NATO): Canale
- Armamento previsto

progettata per ospitare 2 mitragliatrici, poi nel suo reimpiego si opto' per un 75/21, ed infine per un 90/32 L.
- Ingressi

L'opera ha 1 ingresso
- Dati relativi a giugno 2014
- Coordinate geografiche: 46°43′52.52″N 12°19′40.49″E

### Opera 23
- Come raggiungere l'opera

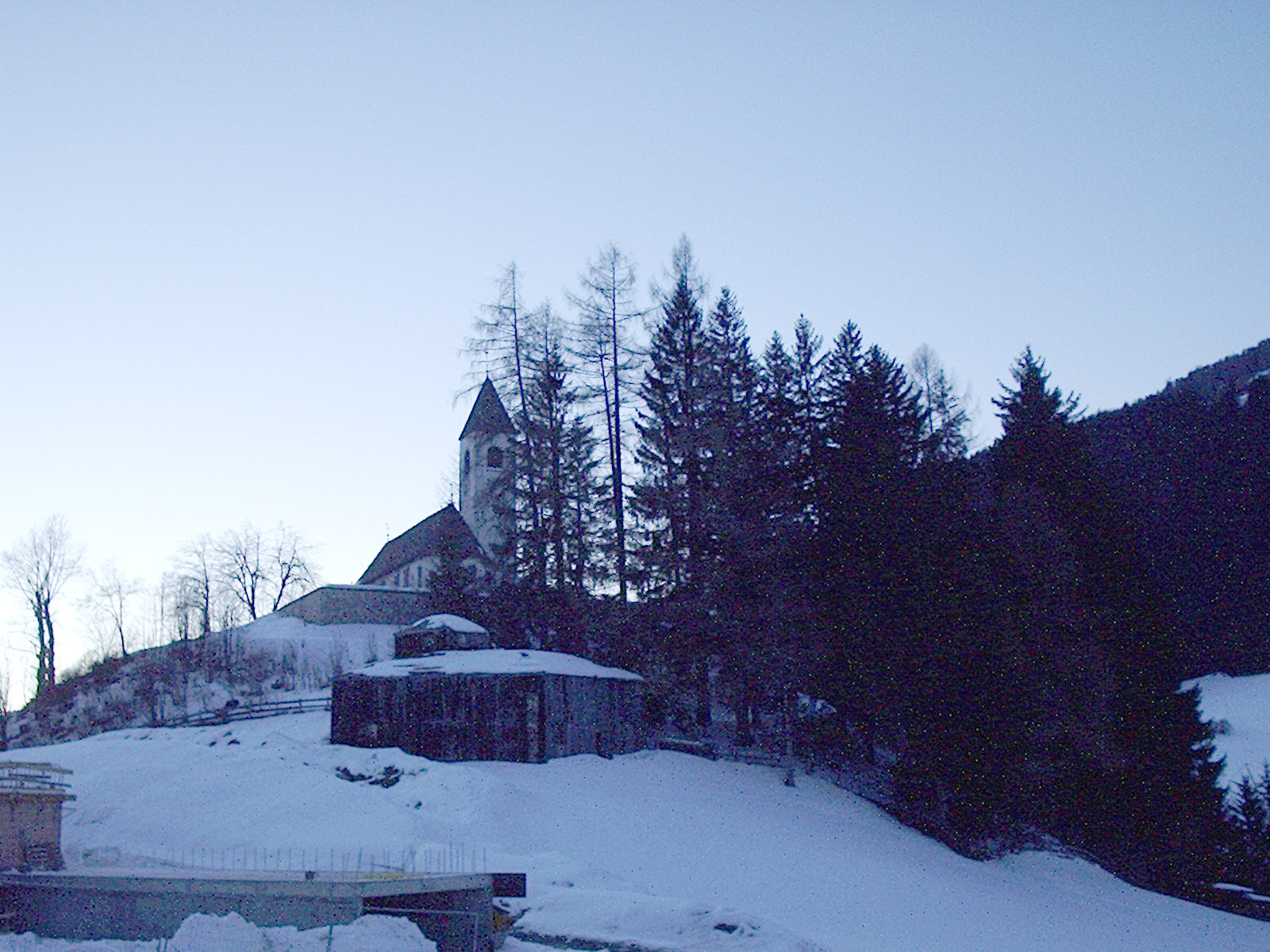
Vista invernale dell'opera 23 (2006)

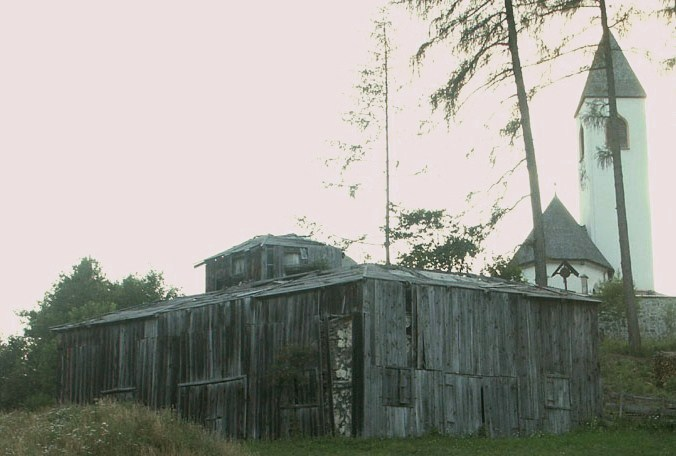
L'opera 23 (2008)

L'opera è giusto sotto la chiesa del paese di Versciaco, in direzione est.
- Caratteristiche

L'opera di tipo 7000, non appare come tutte le altre, mimetizzate nella vegetazione, al contrario si trova in un praticello privo di alberi, ma riesce ottimamente a camuffarsi, grazie ad un rivestimento in legno, che la fa meravigliosamente assomigliare a una piccola baracca di contadini, oppure come è anche soprannominata, a un fienile.
L'opera ha il suo ingresso nella parte posteriore, con un piccolo accesso direttamente al piano superiore. Da questo accesso, attorniato da una caponiera (aggiunta in seguito), scende una scala alla marinara che porta al piano dove si sviluppa l'intera opera.
Dopo che negli anni il caratteristico rivestimento in legno dell'opera si sia deteriorato, finalmente nel 2010 è stato completato un restauro della copertura esterna in legno, da parte del comune di San Candido, per poterne fare una struttura per scopi turistici o museali.
- Nome in codice (in ambito NATO): Orte
- Armamento previsto

3 mitragliatrici
- Ingressi

L'opera ha 1 ingresso a pozzo e un vecchio ingresso murato.
- Dati relativi a maggio 2010.
- Coordinate geografiche: 46°43′48.2″N 12°19′40.7″E

### Opera 49
- Come raggiungere l'opera

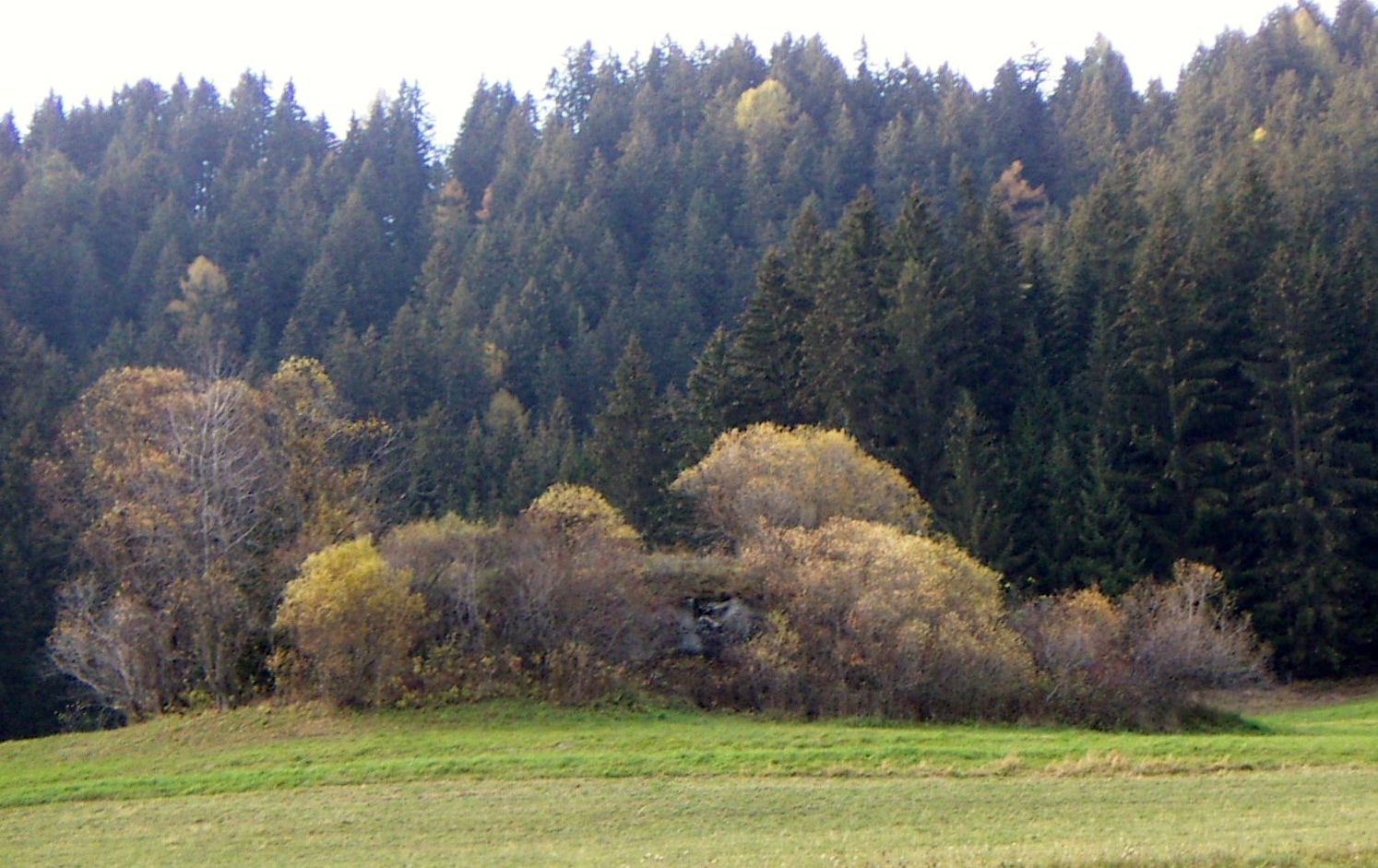
L'opera 49

Dal parcheggio dell'impianto sciistico, si prende il sottopassaggio che passa sotto la statale e la ferrovia, e prendendo la prima stradina sulla sinistra e percorsa per cento metri si scopre sulla destra l'opera.
- Caratteristiche

L'opera di tipo 7000 è rivestita da una folta vegetazione di sterpaglie, che rendono l'accesso ravvicinato alla struttura esterna faticoso. Presso una delle feritoie, c'è un pezzo di rivestimento della struttura che si è staccato, e attraverso questo si può osservare come venivamo fatti i rivestimenti dell'opera.
Attorno all'opera, nel mese di aprile 2008, sono stati effettuati dei lavori di risistemazione del terreno, con l'abbattimento degli alberi che ancora garantivano la mimetizzazione dell'opera. Ad oggi l'opera risulta quindi in parte sotterrata.
- Nome in codice (in ambito NATO): Bema Fiume
- Armamento previsto

2 mitragliatrici
- Ingressi

L'opera ha 1 ingresso
- Dati relativi a ottobre 2006
- Coordinate geografiche: 46°43′56.06″N 12°19′27.95″E

### Caposaldo Costapiana

#### Opera 1

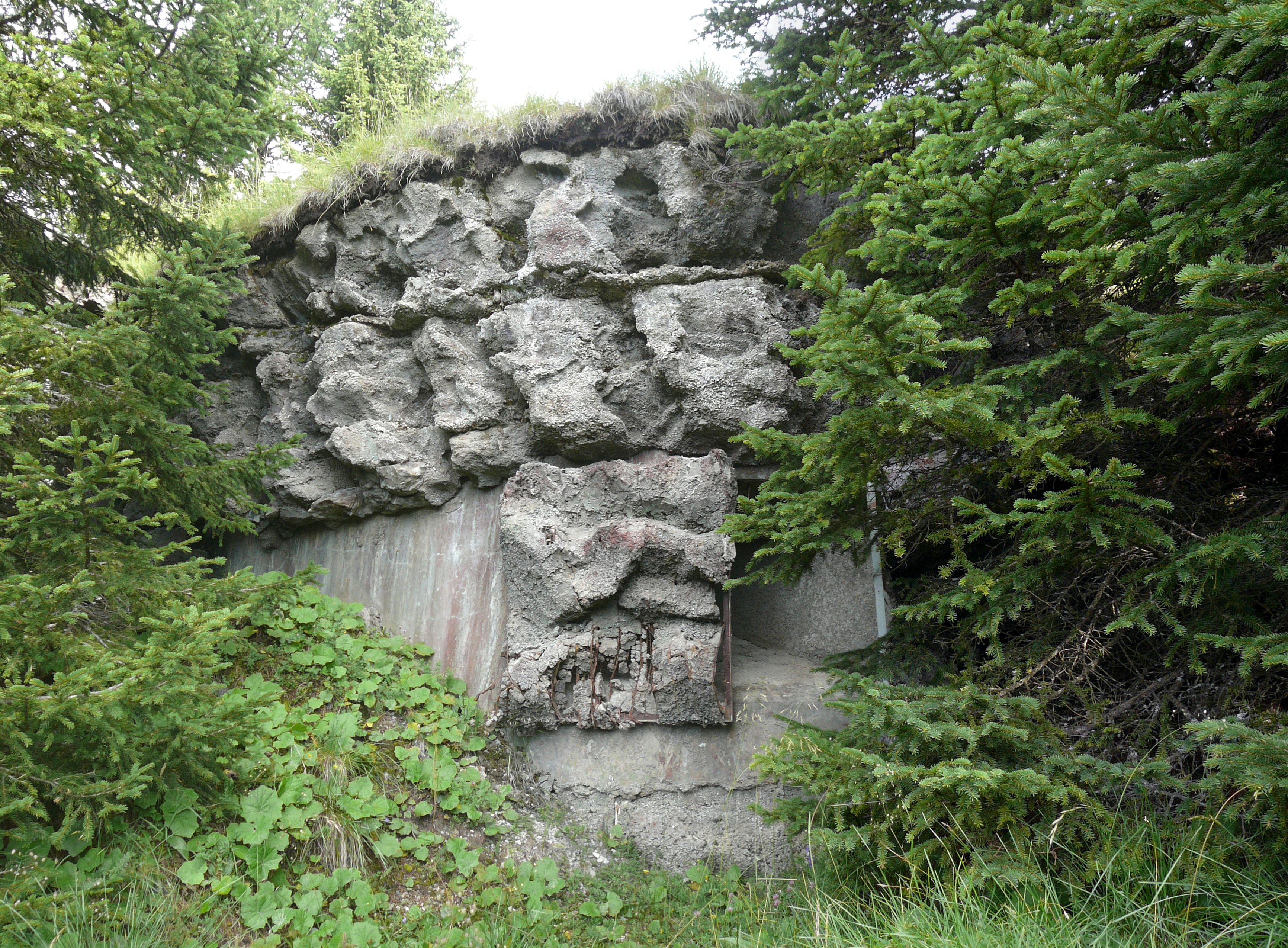
Vista dell'opera 1 presso il caposaldo Costapiana

- Come raggiungere l'opera

Per raggiungere il caposaldo Costapiana (Bodeneck), da Dobbiaco sono 12 km percorribili anche in macchina su strada prevalentemente dissestata, ma ben agibile. A piedi è consigliabile percorrere la valle S. Silvestro, in quanto leggermente più semplice.
In ogni caso si raggiunge un ampio parcheggio, probabilmente una vecchia cava. Dal parcheggio, si prende la stradina per la cappella di S. Silvestro, una volta li giunti, si sale di una 20 metri seguendo la traccia di sentiero, una volta usciti dalla boscaglia, ci si sporge sul costone e ci si accorge che siamo esattamente sopra l'Opera.
- Caratteristiche

L'Opera presenta una sola feritoia, dall'esterno sembra molto piccola.
Dalla sommità dell'Opera si ha una buona panoramica della valle da percorrere per giungere fin li. Si riesce a scorgere fino alla statale che passa per Prato Drava e giunge fino all'Austria.
- Ingressi

L'opera ha 1 ingresso
- Dati relativi a ottobre 2012
- Coordinate geografiche: 46°45′15.68″N 12°18′24.29″E

### Caposaldo Giovo
Il caposaldo Giove (Jaufen) si compone oltre che dell'opera 11, anche di altre più piccole postazione per artiglieria. Due operette gemelle si trovano ad una quota inferiore, prima del primo tornante che porta alla località Giovo (1350 m circa). Almeno altre 5 operette, di diverse dimensioni, si trovano invece giusto dietro al ristorante Jaufen, dove si trova anche l'opera 11.

#### Opera 11
- Come raggiungere l'opera

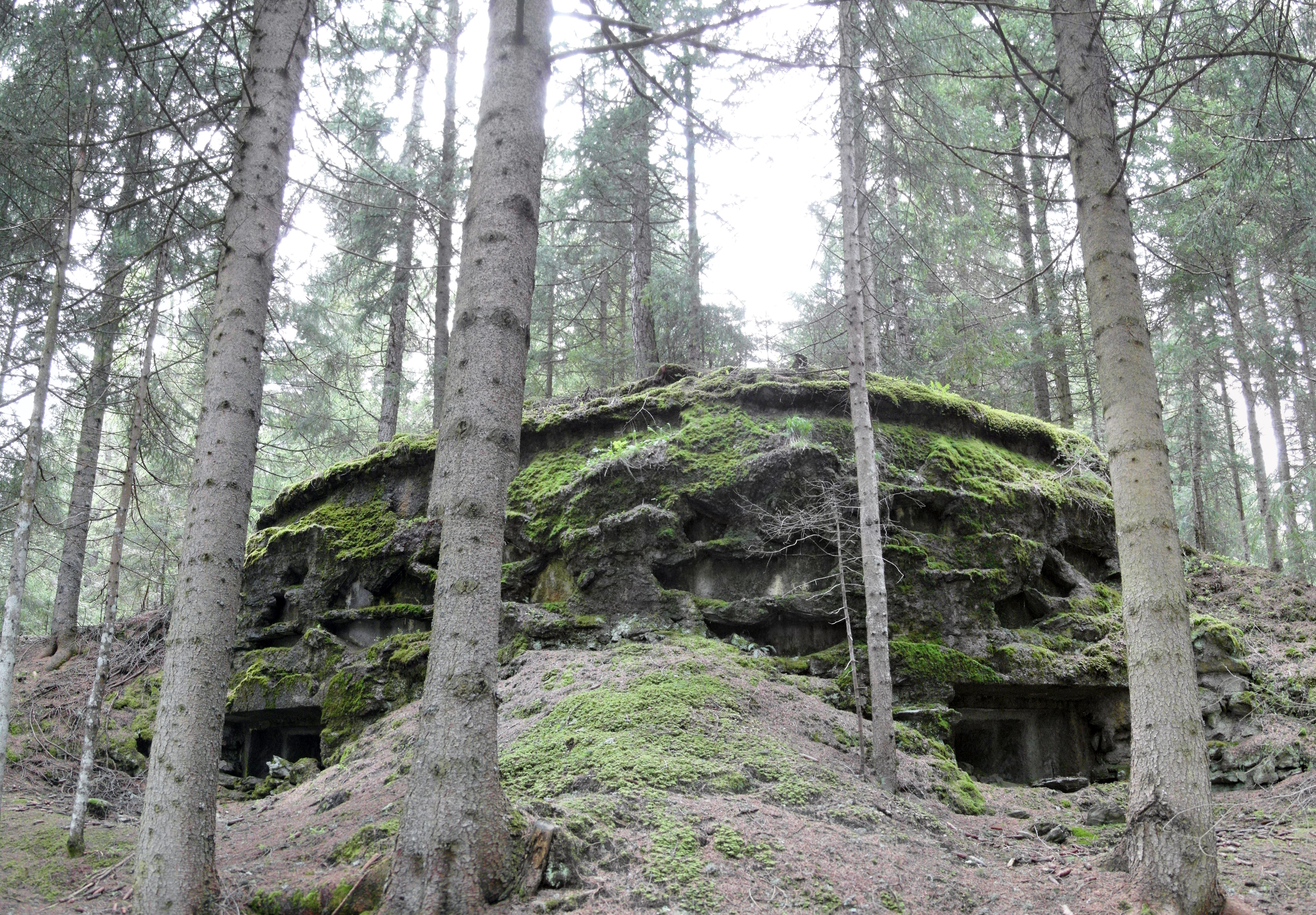
Le due feritoie dell'opera caposaldo Giovo

Quest'opera si può assumere più appartenente allo sbarramento Prato Drava che a questo, soprattutto per la sua posizione, ovvero in località Giovo, dopo 3 tornanti sulla strada, ad una quota di 1.510 metri circa, già visibile dalla strada.
- Caratteristiche

L'opera è di piccole dimensioni ed è costruita in calcestruzzo, immersa nel bosco, dove ne ha preso le "sembianze". Un corridoio con apparenze naturali conduce all'ingresso dell'opera, dove si scorge il suo interno che è lasciato allo stato primitivo dell'opera, infatti non venne reimpiegato nel dopoguerra.
- Armamento previsto

2 mitragliatrici
- Ingressi

L'opera ha 1 ingresso
- Coordinate geografiche: 46°44′32.18″N 12°20′28.5″E